# Scytodes oswaldi
Scytodes oswaldi là một loài nhện trong họ Scytodidae.
Loài này thuộc chi Scytodes. Scytodes oswaldi được miêu tả năm 1891 bởi Lenz.